# Corleto Perticara
Pour les articles homonymes, voir Corleto.
Corleto Perticara est une commune italienne d'environ 2 500 habitants située dans la province de Potenza, dans la région Basilicate, en Italie méridionale.

## Administration
| Période                                  | Période  | Identité             | Étiquette | Qualité |
| ---------------------------------------- | -------- | -------------------- | --------- | ------- |
| 05/04/2005                               | En cours | Pietro Paolo Montano |           |         |
| Les données manquantes sont à compléter. |          |                      |           |         |

### Communes limitrophes
Armento, Gorgoglione, Guardia Perticara, Laurenzana, Montemurro, Pietrapertosa, Viggiano.